# (962) Aslög
(962) Aslög ist ein Asteroid des Hauptgürtels, der am 25. Oktober 1921 vom deutschen Astronomen Karl Wilhelm Reinmuth an der Landessternwarte Heidelberg-Königstuhl (IAU-Code 024) entdeckt wurde.
Der Asteroid ist Mitglied der Koronis-Familie, einer Gruppe von Asteroiden, die nach (158) Koronis benannt ist.
Der Name ist abgeleitet von der nordisch-mythologischen Figur Aslaug, die unter anderem in der Snorra-Edda erwähnt wird.